# Бриџ Сити (Тексас)
Бриџ Сити (енгл. Bridge City) град је у америчкој савезној држави Тексас. По попису становништва из 2010. у њему је живело 7.840 становника.

## Демографија
Према попису становништва из 2010. у граду је живело 7.840 становника, што је 811 (9,4%) становника мање него 2000. године.
| Група             | 2000.         | 2010.         |
| Белци             | 8.097 (93,6%) | 6.982 (89,1%) |
| Афроамериканци    | 17 (0,2%)     | 26 (0,3%)     |
| Азијати           | 121 (1,4%)    | 154 (2,0%)    |
| Хиспаноамериканци | 309 (3,6%)    | 556 (7,1%)    |
| Укупно            | 8.651         | 7.840         |